# Biłohrudowe
Biłohrudowe (ukr. Білогрудове) – wieś na Ukrainie, w obwodzie chersońskim, w rejonie skadowskim. W 2001 roku miała 293 mieszkańców.